# Numerónimo
Un numerónimo (del inglés, numeronym) es una palabra que contiene números. Esta denominación está calcada del inglés, pero no está en los diccionarios de la lengua española.

## Origen
Según Tex Texin, la primera palabra de este tipo fue "S12n", nombre de cuenta de correo electrónico dado por el administrador de sistemas a Jan Scherpenhuizen, empleado de Digital Equipment Corporation (DEC), porque se consideraba que su apellido era demasiado largo para utilizarse como nombre de cuenta. Hacia 1985, los colegas que encontraban que este apellido era difícil de pronunciar, también empezaron a decirle verbalmente "S12n". El uso de estos numerónimos se convirtió entonces en parte de la cultura organizacional de DEC.

## Generalidades
Con frecuencia se usa para conformar una abreviatura (pero que no corresponde a un acrónimo, ni a una sigla). 
Una posibilidad consiste en emplear el número para formar la abreviatura por similitud de pronunciación con la palabra abreviada, como es el caso de "K7" para casete en portugués o cassette en francés.
Es más frecuente que las letras que forman una palabra, con excepción de la primera y última, se reemplacen por un número que es el número de letras omitidas. Es el caso de "L10n".
Incluso, existen personas que, informalmente, abrevian sus apellidos como numerónimos; por ejemplo: el apellido Ochoa escrito "8a".

## Ejemplos
Cuando las palabras tienen múltiples significados, es común que este tipo de abreviaturas se utilicen para referirse al ámbito de la informática. Por ejemplo, la palabra "globalización" tiene, entre otros, un significado sociopolítico; pero, cuando se abrevia g11n, se refiere a la preparación del software para su distribución a escala global.
- #3M o bien 3M: terremoto en la zona central en Chile de 1985
- #8M o bien 8M: Día Internacional de la Mujer.[5]
- #28J o bien 28J: Día Internacional del Orgullo LGBT.
- #19N o bien 19N: Día Internacional del Hombre.
- 4F:intento de golpe de Estado de Venezuela.
- 1O: referéndum de independencia de Cataluña de 2017.
- 10F: Comienzo el Transantiago
- 12M: Comienzo de Red Metropolitana de Movilidad
- 11M: atentados del 11 de marzo de 2004 en España y terremoto y tsunami de Japón de 2011.
- 11S: atentado de 2001 en Estados Unidos.
- 11J: protestas populares en Cuba contra la dictadura comunista .
- 12O: día de la Hispanidad y de la Virgen del Pilar, patrona de la Guardia Civil.
- 13N: atentados del 13 de noviembre de 2015 en Francia.
- 15S: independencia de Guatemala, El Salvador, Honduras, Nicaragua y Costa Rica de 1821.
- 16A: terremoto de Ecuador de 2016.
- 17A: atentados del 17 de agosto de 2017 en Barcelona y Cambrils.
- 18O: inicio de las protestas en Chile del año 2019, conocidas como Estallido Social.
- 19S: terremotos en México del 19 de septiembre de 1985 y 19 de septiembre de 2017.
- 24/7: servicio las 24 horas del día, los 7 días de la semana.
- 20D: día en que ETA asesinó al presidente del Gobierno, el almirante Carrero Blanco.
- 20N: Día referente a la muerte de José Antonio Primo de Rivera, fundador de la Falange Española fusilado en Alicante en 1936 durante la guerra civil española, o a la muerte del caudillo y dictador español Francisco Franco en 1975.
- 23F: intento fallido de golpe de Estado en España en 1981.
- 23F: operación de intento de ingresar medicinas y alimentos en Venezuela el 23 de febrero de 2019.
- 23J: Elecciones generales de España de 2023.
- 25M: Revolución del 25 de Mayo de 1810 en Argentina.
- 27S: Fecha de las últimas penas capitales aplicadas en la España franquista en 1975.
- 28M: Elecciones municipales y autonómicas en España en 2023.
- 27F: terremoto de Chile de 2010 magnitud 8,8 en la escala de magnitud de momento.
- 3B: bueno, bonito y barato, tres cualidades muy apreciadas de un producto o servicio.[6]
- 30S: intento de magnicidio al presidente de Ecuador Rafael Correa el 30 de septiembre de 2010.
- A11Y: "accessibility" o accesibilidad frecuentemente usado en el ámbito de la computación.
- C-3PO: androide de protocolo, personaje de La guerra de las galaxias.
- R9: el futbolista brasileño Ronaldo.
- R10: el futbolista brasileño Ronaldinho.
- CR7: el futbolista portugués Cristiano Ronaldo.
- D10S: aludiendo al exfutbolista y entrenador argentino Diego Armando Maradona.
- E15: el volcán Eyjafjallajökull de Islandia.[7]
- G8: Grupo de los Ocho.
- Gmi2: abreviatura de la palabra gemidos.
- G20: grupo de las 20 mayores economías del mundo.
- G24: grupo de 24 importantes economías en desarrollo, parte del G-77.
- G-77: grupo de 77 países en vías de desarrollo.
- g11n: globalización.[8]
- 15M: movimiento ciudadano surgido el 15 de mayo de 2011.
- i18n: internacionalización.[8]
- K2: pico de la cordillera del Himalaya.
- K8s: abreviatura de "Kubernetes", sistema de código libre para la automatización del despliegue, ajuste de escala y manejo de aplicaciones en contenedores.
- L10n: localización.[8]
- m10n: mavenización.
- n11n: normalización.
- M-19: Movimiento 19 de abril (un movimiento guerrillero colombiano surgido a raíz del fraude de las elecciones presidenciales del 19 de abril de 1970).
- N-11 (del inglés: Next Eleven): los "Próximos Once" países con potencial de convertirse en potencias.
- p13n: personalización.
- P45: pneumonoultramicroscopicsilicovolcanoconiosis.
- R2-D2: droide astromecánico, personaje de La Guerra de las Galaxias.
- salu2: abreviatura de "saludos".
- W3: World Wide Web.
- Y2J: Chris Jericho.
- Y2K: el problema del año 2000.
- Y2K38: el problema del año 2038.
- Y10K: el problema del año 10000.
- C10k: Problema C10k (computación).
- WW3: World War 3 o Tercera Guerra Mundial